# La Forêt enchantée (ballet)

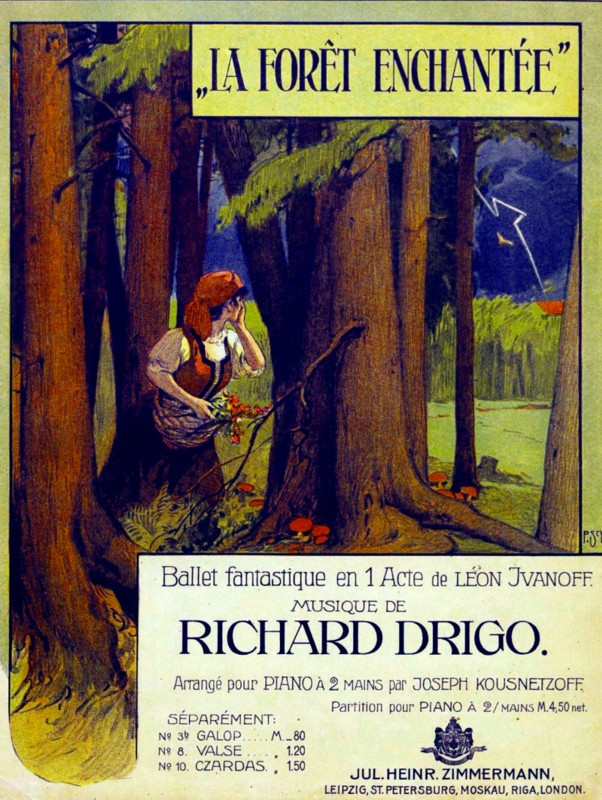
Tête d'affiche de la Forêt enchantée.

La Forêt enchantée est un ballet en un acte chorégraphié par Lev Ivanov sur une musique de Riccardo Drigo. Il est présenté la première fois à l'école impériale de Saint-Pétersbourg le 24 mars/5 avril 1887 avec Alexandra Vinogradova dans le rôle principal, puis au Théâtre Mariinsky, le 5/13 mai 1887 avec Varvara Nikitina et une reprise a lieu le 13/25 juillet 1889 par Marius Petipa pour la famille impériale au théâtre du palais de Peterhof avec Varvara Nikitina et, dans le rôle de la Reine des Dryades, Marie Petipa. Cette version est ensuite régulièrement présentée au Mariinsky.

## Argument
Dans une forêt de Hongrie, la jeune Valéria (Ilka) est séparée de ses amies à cause d'une tempête. Elle s'évanouit près d'un grand chêne. Des génies et des dryades apparaissent et sont charmés par sa beauté, mais, revenue à elle, elle est effrayée de les voir. Le Génie de la Forêt fait alors son entrée et tombe amoureux d'elle. Il la supplie de rester et lui demande de devenir sa reine. Lorsqu'il découvre qu'Ilka a un fiancé, il un accès de colère et Ilka s'évanouit de nouveau. Ses amies arrivent avec son fiancé et tout le monde s'engage dans des séries de danses joyeuses.

## Histoire
La Forêt enchantée est le premier ballet qu'Ivanov ait chorégraphié et qu'il ait monté en tant que chorégraphe indépendant. Ce ballet est prévu à l'origine pour la cérémonie de fin d'études des élèves de l'école impériale de ballet au cours de laquelle un nouveau ballet est traditionnellement présenté. C'était donc dans les fonctions d'Ivanov, alors second maître de ballet des Ballets impériaux, de monter ce ballet de fin d'année.
Après l'école, La Forêt enchantée est donnée au Mariinsky pour terminer la saison avec  La Naïade et le Pêcheur. Le ballet est critiqué par certains, comme La Gazette de Saint-Pétersbourg : « C'est le premier essai de M. Ivanov en tant que maître de ballet indépendant (...) hormis une variation aux nuances classiques, il n'y a absolument rien dans ce nouveau ballet méritant des louanges. » 
La musique de Drigo est en revanche bien accueillie par la critique.
Dans la version de 1889 de Petipa, l'héroïne Valéria devient Ilka, et Drigo compose de nouvelles variations, dont la principale celle d'Ilka et du Génie de la Forêt. De plus, Petipa crée le personnage de la Reine des Dryades, pour sa fille, Marie Petipa. Le grand pas des Dryades est chaleureusement applaudi, lorsque le ballet est joué ensuite au Mariinsky. La version de Petipa est bien mieux accueillie. Elle est jouée une dernière fois à Krasnoïe Selo en juin 1907.
Certaines variations du ballet ont été intégrées à d'autres ballets au cours du XXe siècle, comme pour la reprise de La Esmeralda par Vladimir Bourmeister en 1950